# Glycaspis wondjinae
Glycaspis wondjinae är en insektsart som beskrevs av Moore 1970. Glycaspis wondjinae ingår i släktet Glycaspis och familjen rundbladloppor. Inga underarter finns listade i Catalogue of Life.